# جلسد
جَلْسَد هو صنم كان في حضرموت، كانت تتعبد له كندة.

## سدنته
وكان سدنته من بنو شُكامة بن شبيب بن السًكون بن أشرس بن ثور بن مرتع، وكان سادنه يدعى الأخرز بن ثابت من بني علًاق. وقد خصص للجلسد حمى ترعى فيه الأغنام والماشية التي أوقفت له.

## تاريخ
وهذا الصنم  كان على هيئة رجل عظيم، مصنوع من حجارة بيضاء. ويعتقد عابدوه أنهم يسمعون منه صوتاً يحدثهم ويحاورهم بألفاظ مسجوعة منمقة، يدعي فيها علم الغيب والأحداث المستقبلية. وكان عابدوه يقربون له القرابين ويلبسون عنده ثياب السدنة زيادة في القربى. وكانو ينشدون عنده دوابهم الضالة. يدعي سادنه أنه لما بعث النبي صلى الله عليه وسلم، انكفأ الصنم على وجهه واختفى الصوت الذي كانوا يسمعونه منه، مما حدى به بالرحيل والتجول في ربوع اليمن ثم توجه بعد ذلك إلى الرسول صلى الله عليه وسلم ليعلن إسلامه أمامه. وورد ذكر الجلسد في عدد من كتابات خط المسند وقد ذكر  الشاعر العماني عدي بن وداع الأزدي  هذا الصنم في قوله:
فبات  يجتاب شُقارى كما  - بَيْقَر من يمشي إلى الجَلْسدِ 